# Liste der Naturdenkmale in Wallersheim (Eifel)
Die Liste der Naturdenkmale in Wallersheim nennt die im Gemeindegebiet von Wallersheim ausgewiesenen Naturdenkmale (Stand 5. Juni 2024).

## Ehemalige Naturdenkmale
| Nr. | Bezeichnung      | Lage                                                                 | Beschreibung                                                | Bild                                    |
| --- | ---------------- | -------------------------------------------------------------------- | ----------------------------------------------------------- | --------------------------------------- |
|     | Schlangenfichte  | südlich des Ortes an der heutigen L 30; Abteilung In den Müllen Lage | Picea abies; Rechtsverordnung aufgehoben                    | Direkt Bild zu diesem Denkmal hochladen |
|     | Wacholderbestand | westlich des Ortes am Merteshübel Lage                               | Bestand von Juniperus communis; Rechtsverordnung aufgehoben | Direkt Bild zu diesem Denkmal hochladen |